# NCSM Corner Brook (SSK 878)
Pour les autres navires du même nom, voir HMS Ursula.
Le NCSM Corner Brook (SSK 878) est un sous-marin d'attaque de la classe Victoria de la marine royale canadienne. Il s'agissait à l'origine du HMS Ursula (classe Upholder) de la Royal Navy.  Il fut racheté par le Canada.

## Historique
Il a été endommagé quand il a frappé le plancher océanique au cours d'un accident à l'entraînement en juin 2011 sur la côte ouest du Canada. À quai depuis, il sera réparé et remis en état pendant une période de maintenance planifiée en cours mais il n'est pas prévu qu'il retourne à la mer avant 2016.